# Radosa ordinata
Radosa ordinata är en fjärilsart som beskrevs av Walker 1865. Radosa ordinata ingår i släktet Radosa och familjen nattflyn. Inga underarter finns listade.